# リチャード・トーレス
リチャード・トーレス・ジュニア（Richard Torrez Jr.、1999年6月1日 - ）は、アメリカ合衆国のプロボクサー。カリフォルニア州トゥーレアリ出身。東京オリンピックスーパーヘビー級銀メダリスト。

## 来歴

### アマチュア時代
2017年、ナショナル・ゴールデン・グローブにスーパーヘビー級（91kg超）で出場し、金メダルを獲得した。
2019年、リマで行われたパンアメリカン競技大会にスーパーヘビー級（91kg超）で出場し、金メダルを獲得した。
2021年、東京オリンピックにスーパーヘビー級（91kg超）で出場し、決勝でウズベキスタンのバホディル・ジャロロフに0-5の判定で敗れ銀メダルを獲得した。
2021年11月22日、トップランク社と契約を結びプロ転向を表明。

### プロ時代
2022年3月4日、カリフォルニア州フレズノのセーブマート・センターにてホセ・カルロス・ラミレス対ホセ・ペドラザの前座でプロデビュー戦を行い、2回1分23秒KO勝ち。
2024年5月18日、サンディエゴのペチャンガ・アリーナにてエマヌエル・ナバレッテ対デニス・ベリンチクの前座でブランドン・ムーアとNABFヘビー級ジュニア王座決定戦を行い、5回1分39秒TKO勝ちを収め王座獲得に成功した。
2024年9月20日、アリゾナ州グレンデールのデザート・ダイヤモンド・アリーナでハイメ・ムンギア対エリック・バジニャンの前座でジョーイ・ダウェイコと対戦し、ダウェイコが4回中に4度マウスピースを吐き出し2点減点となり、続く5回中にダウェイコがまたもマウスピースを吐き出し5回2分2秒失格勝ちでプロデビュー以来の連続KO勝利数は10勝で途切れたもののNABFジュニア王座の初防衛に成功した。
2024年12月7日、アリゾナ州フェニックスのフットプリント・センターでイサック・ムニョス・グティエレスと対戦し、3回59秒TKO勝ちを収めNABFジュニア王座の2度目の防衛に成功した。

## 戦績
- プロボクシング：12戦 12勝（11KO）無敗

| 戦           | 日付           | 勝敗 | 時間    | 内容 | 対戦相手                         | 国籍           | 備考                             |
| ------------ | -------------- | ---- | ------- | ---- | -------------------------------- | -------------- | -------------------------------- |
| 1            | 2022年3月4日   | ☆    | 2R 1:23 | KO   | アレン・メルソン                 | アメリカ合衆国 | プロデビュー戦                   |
| 2            | 2022年7月15日  | ☆    | 1R 0:58 | KO   | ロベルト・サバラ・ジュニア       | アメリカ合衆国 |                                  |
| 3            | 2022年8月27日  | ☆    | 1R 0:44 | KO   | マルコ・アントニオ・カネド       | メキシコ       |                                  |
| 4            | 2022年10月29日 | ☆    | 3R 2:36 | KO   | アフメド・ヘフニー               | エジプト       |                                  |
| 5            | 2023年2月3日   | ☆    | 1R 3:00 | KO   | ジェームズ・ブライアント         | アメリカ合衆国 |                                  |
| 6            | 2023年8月12日  | ☆    | 1R 1:22 | KO   | ウィリー・ジェイク・ジュニア     | アメリカ合衆国 |                                  |
| 7            | 2023年10月14日 | ☆    | 2R 1:26 | KO   | タイレル・アンソニー・ハーンドン | アメリカ合衆国 |                                  |
| 8            | 2023年12月9日  | ☆    | 8R 2:03 | TKO  | カーティス・ハーパー             | アメリカ合衆国 |                                  |
| 9            | 2024年3月29日  | ☆    | 1R 2:19 | TKO  | ドナルド・ヘインズワース         | アメリカ合衆国 |                                  |
| 10           | 2024年5月18日  | ☆    | 5R 1:39 | TKO  | ブランドン・ムーア               | アメリカ合衆国 | NABFヘビー級ジュニア王座決定戦   |
| 11           | 2024年9月20日  | ☆    | 5R 2:02 | 失格 | ジョーイ・ダウェイコ             | アメリカ合衆国 | NABFジュニア防衛1                |
| 12           | 2024年12月7日  | ☆    | 3R 0:59 | TKO  | イサック・ムニョス・グティエレス | メキシコ       | NABFジュニア防衛2                |
| 13           | 2025年4月5日   |      |         |      | グイド・ヴィアネッロ             | イタリア       | IBF北米ヘビー級王座決定戦 試合前 |
| テンプレート |                |      |         |      |                                  |                |                                  |

## 獲得タイトル
- アマチュアボクシング
  - 東京オリンピックスーパーヘビー級銀メダル
- プロボクシング
  - NABFヘビー級ジュニア王座